# Bệnh viện quốc tế City
Bệnh viện Quốc tế City, (tên tiếng Anh: City International Hospital) là một bệnh viện đa khoa nằm trong khu Y tế kỹ thuật cao Hoa Lâm Shangri-La thuộc khu Tên Lửa tại quận Bình Tân, Thành phố Hồ Chí Minh, là một trong sáu bệnh viện tư nhân được Bộ Y tế cấp phép khám chữa bệnh cho người nước ngoài.

## Lịch sử
Bệnh viện Quốc tế City khánh thành vào ngày 5 tháng 1 năm 2014 với tên gọi đầu tiên là Bệnh viện Quốc tế Thành Đô, sau đó được đổi tên thành Bệnh viện Quốc tế City.

## Quá trình hoạt động
Bệnh viện được xây dựng trong khu Y tế Kĩ thuật cao Hoa Lâm Shangri – La với 21 chuyên khoa lâm sàng và cận lâm sàng như: sản phụ khoa, nhi khoa, phẫu thuật, tim mạch, tai mũi họng, nhãn khoa, tiết niệu, ung thư, tiêu hóa gan mật, nội khoa….
Bệnh viện Quốc tế City dự kiến sẽ là nơi đào tạo, nghiên cứu và phát triển nguồn nhân lực y tế trong khu Y tế kỹ thuật cao Hoa Lâm – Shangrila. Bệnh viện quốc tế City cũng là bệnh viện tư đầu tiên tại Việt Nam có khoa Can thiệp hình ảnh toàn phần ứng dụng DSA trong tim mạch can thiệp, thần kinh can thiệp , can thiệp mạch máu và ung thư.

## Quy mô
Bệnh viện Quốc tế City là bệnh viện đa khoa đầu tiên thuộc Khu Y tế Kỹ thuật cao, với tổng diện tích gần 38 hecta. Cơ sở vật chất bao gồm:
- 320 giường bệnh
- 36 phòng khám
- 8 phòng sanh và 10 phòng mổ
- 24 giường tại đơn vị Hồi sức tích cực
- 12 nôi trẻ tại đơn vị Hồi sức tích cực nhi
- 10 giường tại đơn vị cách ly

## Sự kiện nổi bật
- Chủ tịch UBND TP.HCM Nguyễn Thành Phong thăm và làm việc tại bệnh viện[9].
- Chủ tịch Quốc hội Nguyễn Thị Kim Ngân đến thăm Khu Y tế Kỹ thuật cao Hoa Lâm – Shangri-La (5/9/2017)[10].
- Hỗ trợ cấp cứu gần 100 nạn nhân trong vụ cháy chung cư Carina[11][12].

- Áp dụng kỹ thuật DSA điều trị thành công bệnh nhân nhồi máu cơ tim ST chênh lên[13].